# Puerto Quito
Puerto Quito ist ein 719 km² großer Kanton im Nordwesten der ecuadorianischen Provinz Pichincha. Regierungssitz ist der gleichnamige Ort Puerto Quito. Der Kanton umfasst neben Puerto Quito noch 92 weitere Dörfer und kleinere, abgelegene Siedlungen. 2001 hatte der Kanton 17.129 Einwohner.

## Ort
Der Ort Puerto Quito ist Kirchspiel- und Regierungssitz des gleichnamigen Kanton. Puerto Quito hatte bei der letzten Volkszählung (von 2001) 2297 Einwohner. In Puerto Quito sind neben dem Rathaus weiterführende Schulen und ein öffentliches Krankenzentrum. Außerdem ist Puerto Quito Haltestelle mehrerer Überlandbusse, da es etwa auf der Hälfte zwischen Quito und der Küste liegt.

## Geographie und Geschichte
Puerto Quito ist landwirtschaftlich geprägt. Die Mehrheit der Bevölkerung sind einfache Bauern. Anbauprodukte sind Kakao, Ölpalmen, Milch und Viehzucht. Puerto Quito liegt auf ca. 200 m Höhe in hügeligem, (z. T. ehemaligen) Regenwaldgebieten, weshalb es auch das Ziel zunehmenden Ökotourismus ist. Der Ort entstand in den 1960er und 1970er Jahren durch Siedler aus den Andenprovinzen. Über das staatliche Siedlungsinstitut sollte der Ort eigentlich am Zusammenfluss der Flüsse Caoní und Silanche entstehen, den Pedro Vicente Maldonado beim Bau seines Transportweges von Quito nach Esmeraldas als „Puerto de Quito“ (Hafen von Quito) bezeichnet hatte. Der Ort wurde bald zum Kirchspiel erhoben und ist seit 1996 Hauptstadt eines eigenen Kantons, der das Gebiet des Kirchspiels umfasst.
Die Pipeline Oleoducto de Crudos Pesados (OCP) läuft seit 2003 durch den Kanton.
Es fließen die Flüsse Caoni, Achiote, Achutillu (Achotillo), Río Blanco (Yuraqmayu), Macallares, Abundancia, Bravo, Inga, Mojarrero, Sábalo und Silanche (Silanchi) durch den Kanton.

## Regierung
Amtierende Bürgermeisterin (Amtsperiode von 2005 bis 2009) ist Narciza Parraga de Monar vom PRIAN, der Partei Álvaro Noboas.